# Landkreis Mansfelder Land
Der Landkreis Mansfelder Land war ein Landkreis im Süden des Bundeslandes Sachsen-Anhalt. Am 1. Juli 2007 wurde er im Rahmen der Kreisgebietsreform in Sachsen-Anhalt mit dem Landkreis Sangerhausen zum neuen Landkreis Mansfeld-Südharz fusioniert. Nachbarkreise waren im Norden der Landkreis Aschersleben-Staßfurt und der Landkreis Bernburg, im Osten der Saalkreis, im Süden die Landkreise Merseburg-Querfurt und Sangerhausen und im Westen der Landkreis Quedlinburg.

## Geographie
Das Gebiet des Landkreises Mansfelder Land befand sich im östlichen Harzvorland. Der Landkreis umfasste auch Gebiete, die über das historische Mansfelder Land hinausgehen.

## Geschichte
Der Landkreis Mansfelder Land war geprägt vom Jahrhunderte andauernden Kupferabbau. Um 1200 entdeckten die beiden Goslarer Bergleute Nappian und Neucke in der Nähe von Hettstedt Vorkommen von Kupfererz. Daraufhin setzte eine große bergbauliche Entwicklung ein, die das Gesicht der Region nachhaltig prägte.
1989 wurden mit den Bernhard-Koenen-Schächten I und II in Niederröblingen und Nienstedt und dem Thomas-Müntzer-Schacht bei Sangerhausen die letzten Kupferbergbauschächte in der Region stillgelegt, nachdem sich der Kupferbergbau schon zwischen 1960 und 1970 aus der sogenannten Mansfelder Mulde (Landkreis Mansfelder Land) in die Sangerhäuser Mulde (Landkreis Sangerhausen) verlagert hatte. Große Abraumhalden mit teilweise mehr als 100 Metern Höhe werden auch in Zukunft von der einst wichtigen Bedeutung des Kupfers für diese Region künden.
Der Landkreis Mansfelder Land entstand im Zuge der Kreisreform in Sachsen-Anhalt aus den beiden ehemaligen Landkreisen Hettstedt und Eisleben, die wiederum nach dem Zweiten Weltkrieg aus den Vorgängerkreisen „Mansfelder Gebirgskreis“ und „Mansfelder Seekreis“ gebildet wurden.
Historisch leitete sich die Bezeichnung aus dem Namen der vormaligen Grafschaft Mansfeld ab.
Die Entstehung der Grafschaft Mansfeld lässt sich bis in die Zeit von Karl dem Großen zurückverfolgen. Nach der Sage wollte sich der Kaiser gegenüber einem Lehnsmann erkenntlich zeigen und ihm für seinen Dienst ein Stück Land von der Größe überlassen, die dieser mit einem Sacke Korn bestellen kann. Der Lehnsmann schnitt ein winziges Loch in den Sack und ritt mit seinem Pferd auf dem Kamm der Mansfelder Mulde rings um das Gebiet der künftigen Grafschaft, eine dünne Spur Kornsamen hinterlassend. Als der Lehnsmann mit dem leeren Sacke wieder vor den Kaiser trat, soll dieser lachend gesagt haben: Es sei dieses Mannes Feld.

## Wirtschaft und Infrastruktur

### Verkehr
Der Landkreis wurde von den Eisenbahnstrecken Magdeburg–Sangerhausen–Erfurt, Halle (Saale)–Kassel sowie Halle (Saale)–Halberstadt durchquert.
Des Weiteren lag im damaligen Kreisgebiet das Streckennetz der Mansfelder Bergwerksbahn, die zwischen Benndorf und Hettstedt als älteste betriebsfähige Schmalspurbahn Deutschlands im Museumsbetrieb verkehrt.
Durch den Landkreis Mansfelder Land führten die Bundesstraßen 180, 80, 86  und 242.

## Städte und Gemeinden
(Einwohner am 31. Dezember 2006)
Einheitsgemeinden
1. Mansfeld, Stadt (8.841)

Verwaltungsgemeinschaften mit ihren Mitgliedsgemeinden
* Sitz der Verwaltungsgemeinschaft
| - 1. Verwaltungsgemeinschaft Gerbstedt 1. Augsdorf (589) 2. Burgsdorf (204) 3. Freist (353) 4. Friedeburg (Saale) (499) 5. Friedeburgerhütte (256) 6. Gerbstedt, Stadt * (2.993) 7. Heiligenthal (826) 8. Hübitz (377) 9. Ihlewitz (343) 10. Klostermansfeld (2.740) 11. Rottelsdorf (346) 12. Siersleben (1.554) 13. Welfesholz (210) 14. Zabenstedt (222) - 2. Verwaltungsgemeinschaft Hettstedt 1. Hettstedt, Stadt * (15.379) 2. Ritterode (344) 3. Walbeck (906) | - 3. Verwaltungsgemeinschaft Lutherstadt Eisleben 1. Bischofrode (715) 2. Hedersleben (990) 3. Lutherstadt Eisleben * (23.789) 4. Osterhausen (1.052) 5. Schmalzerode (287) - 4. Verwaltungsgemeinschaft Mansfelder Grund-Helbra 1. Ahlsdorf (1.860) 2. Benndorf (2.447) 3. Bornstedt (945) 4. Helbra * (4.572) 5. Hergisdorf (1.829) 6. Wimmelburg (1.337) - 5. Verwaltungsgemeinschaft Seegebiet Mansfelder Land 1. Amsdorf (531) 2. Aseleben (523) 3. Dederstedt (446) 4. Erdeborn (1.089) 5. Hornburg (384) 6. Lüttchendorf (639) 7. Neehausen (275) 8. Röblingen am See * (3.059) 9. Seeburg (590) 10. Stedten (1.062) 11. Wansleben am See (1.815) | - 6. Verwaltungsgemeinschaft Wipper-Eine 1. Abberode (374) 2. Alterode (528) 3. Arnstedt (590) 4. Braunschwende (584) 5. Bräunrode (477) 6. Friesdorf (368) 7. Greifenhagen (271) 8. Harkerode (337) 9. Hermerode (127) 10. Molmerswende (256) 11. Quenstedt * (846) 12. Ritzgerode (87) 13. Sandersleben, Stadt (1.988) 14. Stangerode (365) 15. Sylda (522) 16. Ulzigerode (200) 17. Welbsleben (743) 18. Wiederstedt (1.105) 19. Wippra (1.552) |

## Gebietsveränderungen
Seit 1995 fanden im Landkreis Mansfelder Land viele Gebietsveränderungen statt.
Von den ursprünglich 12 Verwaltungsgemeinschaften bestanden bei der Auflösung des Landkreises noch 6 Verwaltungsgemeinschaften. In der gleichen Zeit verringerte sich die Anzahl der Gemeinden von 72 auf 59.

### Änderungen bei Verwaltungsgemeinschaften
- Auflösung der Verwaltungsgemeinschaft Eisleben – Eingliederung der Gemeinde Volkstedt in die Lutherstadt Eisleben, die zur Einheitsgemeinde wird (1. Januar 2004)
- Neubildung der Verwaltungsgemeinschaft Wipper-Eine aus den Verwaltungsgemeinschaften Einetal-Vorharz, Sandersleben und Wippra (1. Januar 2005)
- Neubildung der Verwaltungsgemeinschaft Lutherstadt Eisleben aus den Gemeinden Bischofrode, Osterhausen und Schmalzerode aus der Verwaltungsgemeinschaft Am Hornburger Sattel, aus den Gemeinden Hedersleben und Polleben aus der Verwaltungsgemeinschaft Mansfelder Platte und der Gemeinde Unterrißdorf aus der Verwaltungsgemeinschaft Seegebiet Mansfelder Land sowie der Lutherstadt Eisleben (1. Januar 2005)
- Eingliederung der Gemeinde Hornburg aus der Verwaltungsgemeinschaft Am Hornburger Sattel und der Gemeinden Dederstedt und Neehausen aus der Verwaltungsgemeinschaft Mansfelder Platte in die Verwaltungsgemeinschaft Seegebiet Mansfelder Land (1. Januar 2005)
- Auflösung der Verwaltungsgemeinschaft Mansfelder Platte – Eingliederung der Gemeinden Dederstedt und Neehausen in die VG Seegebiet Mansfelder Land, Eingliederung der Gemeinden Hedersleben und Polleben in die VG Lutherstadt Eisleben, Eingliederung der restlichen Gemeinden in die Verwaltungsgemeinschaft Gerbstedt (1. Januar 2005)
- Eingliederung der Gemeinde Benndorf aus der Verwaltungsgemeinschaft Klostermansfeld und der Gemeinde Bornstedt aus der VG Am Hornburger Sattel in die Verwaltungsgemeinschaft Mansfelder Grund-Helbra (1. Januar 2005)
- Auflösung der Verwaltungsgemeinschaft Mansfeld – Eingliederung der Gemeinden in die Stadt Mansfeld, die Einheitsgemeinde wird (1. Januar 2005)
- Auflösung der Verwaltungsgemeinschaft Klostermansfeld – Eingliederung der Gemeinde Klostermansfeld in die VG Gerbstedt, Eingliederung der Gemeinde Benndorf in die VG Mansfelder Grund-Helbra und Eingemeindung der Gemeinden Annarode und Siebigerode in die Stadt Mansfeld (1. Januar 2005)
- Eingliederung der Gemeinde Klostermansfeld aus der VG Klostermansfeld und Eingliederung der Gemeinden Augsdorf, Burgsdorf, Hübitz, Rottelsdorf und Siersleben aus der VG Mansfelder Platte in die VG Gerbstedt (1. Januar 2005)
- Auflösung der VG Am Hornburger Sattel – Eingliederung der Gemeinde Bornstedt in die VG Mansfelder Grund-Helbra, Eingliederung der Gemeinde Hornburg in die VG Seegebiet Mansfelder Land, Eingliederung der Gemeinden Bischofrode, Osterhausen und Schmalzerode in die VG Lutherstadt Eisleben und Eingemeindung der Gemeinde Wolferode in die Lutherstadt Eisleben (1. Januar 2005)

### Änderungen auf Gemeindeebene
- Auflösung der Gemeinde Volkstedt – Eingemeindung nach Eisleben (1. Januar 2004)
- Auflösung der Gemeinden Rothenschirmbach und Wolferode – Eingemeindung nach Eisleben (1. Januar 2005)
- Auflösung der Gemeinden Polleben und Unterrißdorf – Eingemeindung nach Eisleben (1. Januar 2006)

### Namensänderungen
- von Wippra, Kurort zu Wippra (1. Januar 1998)
- von Sandersleben zu Sandersleben (Anhalt) (30. Juni 2007)

## Kfz-Kennzeichen
Am 1. Juli 1994 wurde dem Landkreis das Unterscheidungszeichen ML zugewiesen. Es wurde im Landkreis Mansfeld-Südharz bis zum 30. September 2007 ausgegeben. Dort ist es aufgrund der Kennzeichenliberalisierung seit dem 27. November 2012 wieder erhältlich.
Bis etwa zum Jahr 2000 erhielten Fahrzeuge aus den Teilkreisen besondere Erkennungsnummern:
| Gebiet              | Buchstaben | Zahlen    |
| ------------------- | ---------- | --------- |
| Teilkreis Hettstedt | A bis N    | 1 bis 999 |
| Teilkreis Hettstedt | AA bis NZ  | 1 bis 99  |
| Teilkreis Eisleben  | P bis Z    | 1 bis 999 |
| Teilkreis Eisleben  | PA bis ZZ  | 1 bis 99  |